# Stammermolen met gestreepte lucht
Stammermolen met gestreepte lucht is een schilderij van Piet Mondriaan.

## Voorstelling

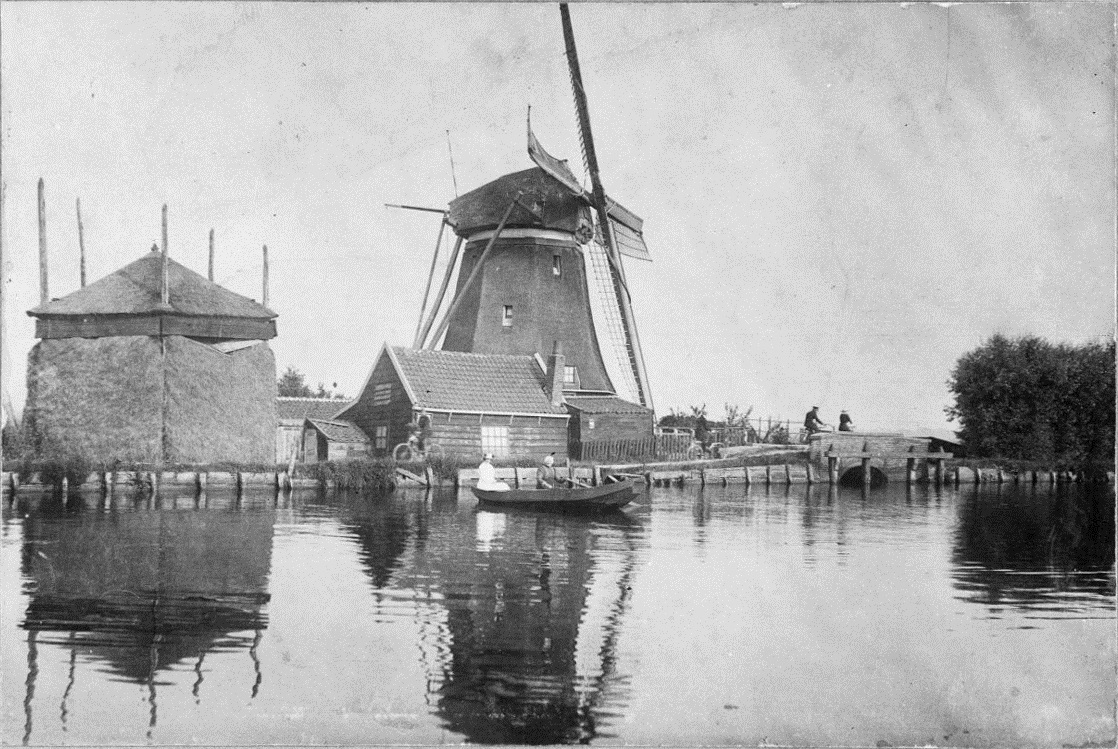
De Stammermolen voor onttakeling

Het stelt de Stammermolen in Diemen voor. Deze poldermolen werd in 1872 gebouwd en in 1927 onttakeld. Van het bouwwerk rest sindsdien alleen de romp. Mondriaan schilderde de molen toen hij in Amsterdam woonde. In die periode zocht hij talloze keren de eenvoud op van de polderlandschappen rondom het Gein of, zoals hier, iets noordelijker, langs de Weespertrekvaart.

## Toeschrijving en datering
Het werk is rechtsonder gesigneerd ‘Piet Mondriaan’. Volgens Mondriaan-kenner Michel Seuphor dateert het uit 1900. Volgens Robert Welsh is het later geschilderd, in 1905-1906. Hij baseert zich hierbij op ‘its close stylistic similarity to the 1905 Bak Farm at Duivendricht [sic] (Seuphor 116), and also from a photograph (Seuphor p. 29) in which a second version, probably the oil sketch now at the National Museum in Athens, is shown in Mondrian's atelier at Rembrantplein 10 where he lived during most of 1905 and the first half of 1906’, aldus Welsh.

## Herkomst
Het werk is afkomstig uit de verzameling van J. van Heyninge in Rotterdam. Van 1944 tot 1960 was het in het bezit van J. van Andel in Den Haag. Vervolgens kwam het via vererving in het bezit van de weduwe van William R.L. Mead in Belmont in de Amerikaanse staat Massachusetts. Op 10 mei 1989 werd het te koop aangeboden op een veiling bij Christie's in New York. Op 10 mei 2001 werd het voor 501.000 dollar geveild, opnieuw bij Christie's in New York.